# Lomatia meridiana
Lomatia meridiana är en tvåvingeart som beskrevs av Paramonov 1925. Lomatia meridiana ingår i släktet Lomatia och familjen svävflugor.
Artens utbredningsområde är Armenien. Inga underarter finns listade i Catalogue of Life.